# Sebastiaan Verschuren
Sebastiaan Verschuren (Amsterdam, 7 ottobre 1988) è un ex nuotatore olandese.
Specializzato nelle gare di media e lunga distanza di stile libero. È il detentore del record nazionale olandese sulla distanza degli 800 e dei 1500 metri e ha conquistato la medaglia di bronzo sui 200 metri agli Europei 2010.

## Palmarès
- Mondiali

Kazan 2015: argento nella 4x100m sl mista.
- Europei:

Budapest 2010: bronzo nei 200m sl e nella 4x100m misti.
Londra 2016: oro nei 200m sl, nella 4x200m sl e nella 4x100m sl mista e argento nei 100m sl.
- Europei in vasca corta

Herning 2013: bronzo nella 4x50m sl mista.